# 勞資爭議
勞資爭議（英語：Labor dispute, Labor unrest）或稱劳务纠纷，泛指勞方與資方雙方當事人基於法令、集體協商、勞動契約之規定所為權利義務之衍生的種種爭議。

## 常見的勞資爭議種類
- 資遣爭議：積欠薪水或資遣費
- 職業災害：積欠職災的賠償金
- 逼退
  - 資方非法終止與勞方之勞動契約，並阻止勞方赴工作場所工作
  - 未經預告，閃電資遣
  - 單身條款
  - 三等親，禁在同行任職（防間諜條款）
  - 惡意調職（新工作場所的距離過遠，或明顯與原工作性質不相符的工作）
- 離職後
  - 同行競業禁止條款
  - 在職期間，因公費支出的在職訓練或參與研討會等費用，因故離職，是否需賠償？
  - 已離職之員工，是否對於離職前的工作，有善後處理之義務？（這裡是指無償的「義工」行為。）
  - 因原職位而取得第三方的饋贈之物品，是否該於離職時退還？（例如：免費贈與的雜誌、試用版軟體......等。）
- 權利義務之變更
  - 年終之尾牙摸彩，未到場之員工是否具有領獎資格？
  - 員工旅遊不去者，是否應照常上班工作？

## 勞資爭議主管機關
- 國際：國際勞工組織
- 中国大陆：人力资源和社会保障局
- 台灣：行政院勞動部、各直轄市及縣市勞工局

## 外部連結
- 勞資爭議Q&A，行政院勞工委員會[永久]
- 降低企業勞資糾紛風險的四大關鍵策略，如何預防勞資糾紛？ （页面存档备份，存于）
- 勞資糾紛案例: 離職刪除資料？加班逛人力銀行網站？